# 洛蒂尼亚克
洛蒂尼亚克（法語：Lautignac，法語發音：[lotiɲak]）是法国上加龙省的一个市镇，属于米雷区。

## 地理
洛蒂尼亚克（43°22'54"N, 1°3'27"E）面积17.77 平方千米，位于法国奧克西塔尼大區上加龙省，该省份为法国西南部内陆省份，西南端与西班牙接壤，自此顺时针与上比利牛斯省、热尔省、塔恩-加龙省、塔恩省、奥德省和阿列日省接壤。
与洛蒂尼亚克接壤的市镇（或旧市镇、城区）包括：普拉尼奥勒、克莱蒙堡、蒙塔斯特吕克-萨韦斯、勒潘米尔莱、普伊德图日、里约姆、萨雅、萨韦尔。

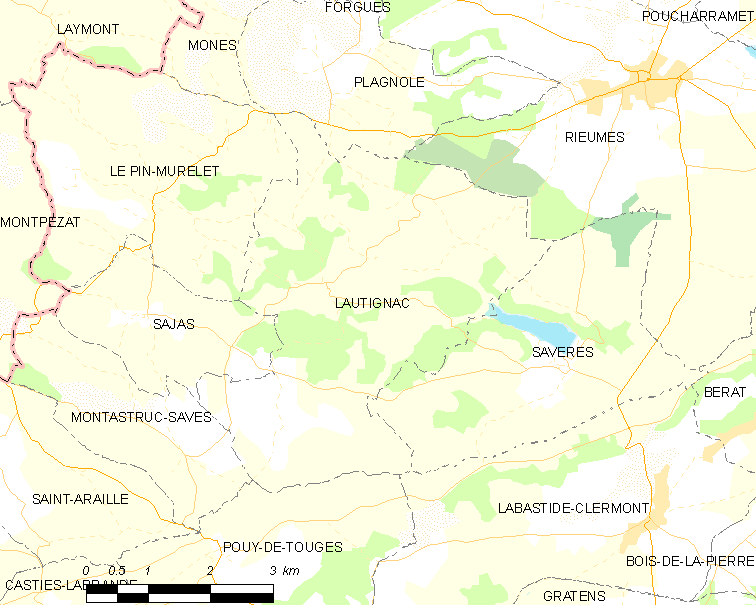
洛蒂尼亚克的OSM定位图

洛蒂尼亚克的时区为UTC+01:00、UTC+02:00（夏令时）。

## 行政
洛蒂尼亚克的邮政编码为31370，INSEE市镇编码为31283。

## 政治
洛蒂尼亚克所属的省级选区为卡泽尔县。

## 人口

1962-2008年间洛蒂尼亚克人口变化图示

洛蒂尼亚克于2022年1月1日时的人口数量为247人。